# Derayd
Derayd: Kai sakai tenbin no tsuki (DERAYD -界境天秤の月-?, Derayd: Kai sakai tenbin no tsuki) è un manga del gruppo CLAMP, quando comprendeva ancora Tamayo Akiyama. Pubblicato nel 1989 in un volume unico dalla casa editrice Shinkigensha, non è mai giunto in Italia.
Le CLAMP non lo considerarlo come un lavoro proprio, ma più come una collaborazione, in quanto non compare nella lista delle loro opere sul sito ufficiale.

## Trama
Un giovane studente di scuola superiore, di nome Kenji Kaga, praticante del kendō, un giorno, mentre si trova in metropolitana, nota che in cielo è apparsa una seconda luna, sente la voce di una giovane principessa, e viene trasportato in un universo parallelo chiamato Venor, dove incontra una fata ed un principe di nome Radein. Scopre di essere stato chiamato a compiere una missione, che consiste nell'affrontare degli esseri demoniaci chiamati Kaima, per salvare la sua dimensione, e quella in cui è stato trasportato. Per i temi trattati, la serie ricorda molto la successiva Magic Knight Rayearth, sempre delle stesse autrici.

## Temi
Come in molte altre serie delle stesse autrici, Derayd introduce alcuni elementi che verranno poi adottati sempre più nelle opere successive, come la teoria della condivisione della stessa anima da parte di più personaggi, provenienti da differenti dimensioni, come accade in Tsubasa RESERVoir CHRoNiCLE, xxxHOLiC e Kobato..